# Parallelia subangularis
Parallelia subangularis là một loài bướm đêm trong họ Erebidae.